# Tata TL
Der Tata TL (auch: Tata 206/Tata 207DI, Tatamobile, Tata Telcoline,
Tata Xenon) ist ein Pick-up, der seit 1988 von Tata Motors in Indien hergestellt wird.

## 1. Generation
Das Tatamobile 206 wurde 1988 eingeführt, das Tata 207DI kam 2002.
2005 wurde das Tata TL 4x4 für den indischen Markt vorgestellt. Er war Tatas erstes Angebot im Pick-up-Lifestyle-Segment (und das zweite in Indien). Es handelte sich dabei um eine aufgewertete Version des 207DI, der bei kommerziellen Transportfirmen beliebt war.
Das Fahrzeug hatte einen Diesel-Saugmotor mit 1948 cm³, der 91 bhp (67 kW) lieferte. Es gab verschiedene Sonderausstattungen, wie Frontschutzbügel, Überrollbügel, Servolenkung, Klimaanlage und elektrische Fensterheber. Die Pick-ups gab es mit Einzel- und Doppelkabine. Der Tata Telcoline war die verstärkte Version. In einigen Ländern wurde auch ein 2,0 l-R4-Turbodieselmotor von Toyota eingebaut, der mehr Leistung bot. Der TL war der kostengünstige Pick-up seiner Klasse, viel billiger als der Toyota Hilux und der Ford Ranger.

## 2. Generation

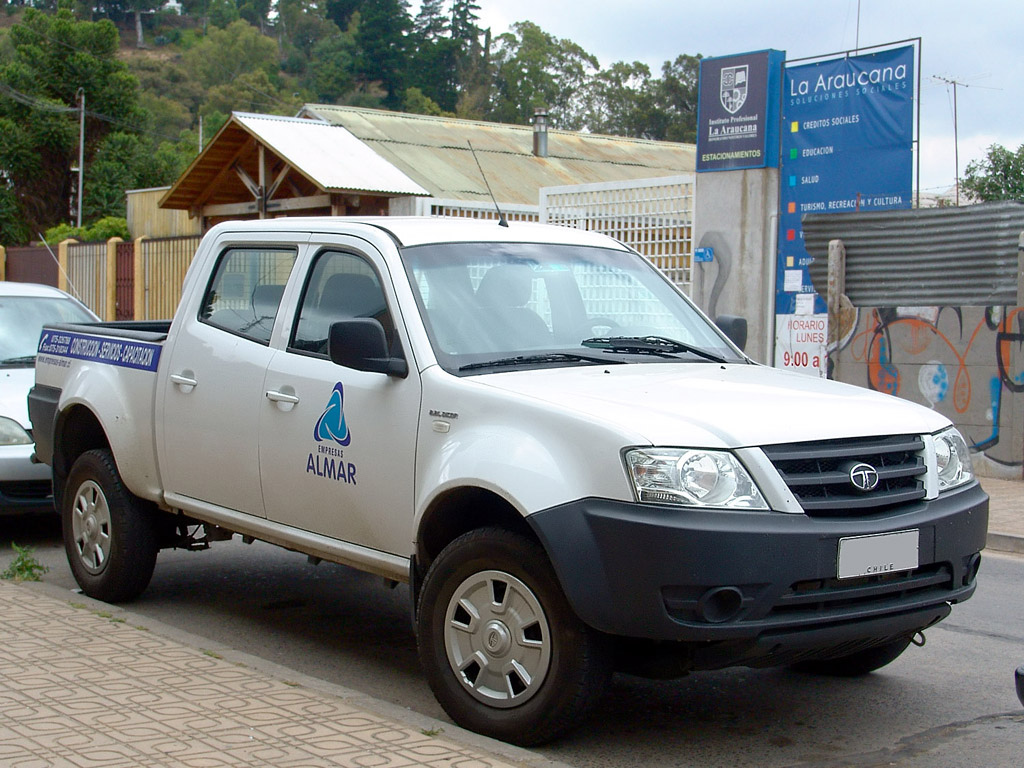
Tata Xenon

Ein überarbeiteter TL wurde 2006 auf der Autoausstellung in Bologna vorgestellt. Ende 2007 erschien er als Tata Xenon. Der Xenon wird vom neu entwickelten 2,2 l-R4-DiCOR-Turbodiesel-Motor mit 103 kW (140 PS) Leistung angetrieben. Es soll auch eine Version mit Doppelkabine erscheinen, zunächst aber nur für ausgesuchte Märkte. Die gleiche Plattform wird auch für den Tata Sumo Grande genutzt.
Der Wagen wird in Thailand von Thonburi im Rahmen eines Joint-Venture-Vertrages gebaut und in Argentinien von Fiat. Fiats erster Pick-up mit separatem Rahmen hat das gleiche Design wie der Xenon und heißt Fiat Terra. Der Xenon XT, ein Lifestyle-Pick-up mit 4 Türen und fünf Sitzen wurde 2009 vorgestellt. Das Fahrzeug verbindet eine elegante Erscheinung auf der Straße mit den Offraod-Eigenschaften eines 4x4. In Europa, besonders in Spanien und Italien, wurde der Xenon gut angenommen.

### Hintergrund
SPRINT war der Codename des Projektes zur Entwicklung von Tatas erstem Pick-up für die ganze Welt. Die meisten Pick-up-Märkte der Welt (mit Ausnahme der USA) werden von den großen japanischen Automobilherstellern wie Toyota, Isuzu, Mitsubishi und Nissan dominiert. Wie die von Tata initiierte Studie zeigt, gibt es eine gute Möglichkeit für den TL, einen wesentlichen Teil dieses Marktes zu erobern. Tata ließ daher eine tiefer gehende Marktstudie in Europa, dem Nahen Osten, Südafrika, Thailand, Australien, Lateinamerika usw. erstellen, um zu erfahren, welche Anforderungen an den neuen Pick-up diese Märkte haben.

### Aggressive Entwicklungszeitvorgaben
Für die Entwicklung einer neuen Produktlinie rechnet man mit 36 bis 50 Monaten. Es heißt, dass nur Toyota bisher 18 Monate erreicht hätte. Der Name SPRINT zeigt jedoch bereits an, dass man besonders auf eine kurze Entwicklungszeit Wert legte. Das Team arbeitete rund um die Uhr, wandte das Prinzip der „konkurrierenden Entwicklung“ an und verteilte die Arbeit in neun Länder, um die Vorgabe einzuhalten und Schlüsselaktivitäten parallel laufen zu lassen. Das Team lieferte in nur 17 Monaten seine Arbeit ab – von den ersten Skizzen im Dezember 2005 bis zum Anlaufen der Fertigung im Mai 2007.

### Präsentationen und Automobilausstellungen
Auf der Automobilausstellung in Bologna im Dezember 2006 wurde der Xenon erstmals der Öffentlichkeit gezeigt. Im März 2007 erschien der Prototyp auch auf dem Genfer Auto-Salon. Bis jetzt wurde der Xenon in 14 Ländern Europas, des Nahen Ostens, Lateinamerikas, Afrikas und Südostasiens gezeigt.
Den Xenon gibt es mit drei verschiedenen Führerhäusern, normale und verlängerte Kabine und Doppelkabine, jeweils mit Rechts- oder Linkslenkung. Es stehen zwei Motoren zur Wahl – der 2,2 l und der 3,0 l; es gibt Zwei- oder Vierradantrieb und zwei Innenraumfarben – dunkelgrau und beige.